# Olho de tigre

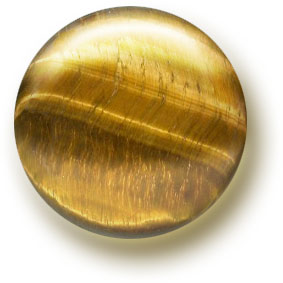
Olho de tigre polido

Olho de tigre (também chamado tiger eye) é uma  gema que exibe acatassolamento apresentando normalmente cor amarela a vermelho-marrom, com um lustre sedoso.  Trata-se de crocidolita silicificada, um clássico exemplo de pseudomorfismo. Uma variedade de  não totalmente silicificada é chamada olho de falcão. Um membro do grupo do quartzo, suas propriedades físicas e visuais são idênticas ou muito próximas às propriedades de um cristal simples de quartzo.
As gemas são geralmente lapidadas em cabochão para melhor exibirem o efeito de acatassolamento. Pedras de cor vermelha são obtidas por tratamento térmico. Pedras do cor-de-mel são usadas para imitar a muito mais valiosa variedade de crisoberilo olho-de-gato (cimófano), porém e o  efeito final não é convincente.

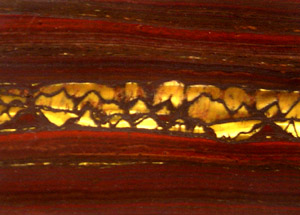
Ferro tigre

Ferro tigre (tiger iron) é uma rocha alterada composta de olho-de-tigre, jaspe vermelho e hematita negra. As camadas de cores e listras onduladas e contrastantes fazem dela um atrativo. É usado como material ornamental em várias aplicações, de gemas facetadas em cabochão (gemas convexas polidas) a cabos de facas. Junto com o olho-de-tigre é encontrado e explorado sobretudo na América do Sul e Austrália Ocidental.
Outras notáveis fontes de olho-de-tigre incluem: EUA, Canadá, Namíbia, Índia e Mianmar.